# Perui tengeririgó
A perui tengeririgó (Cinclodes taczanowskii) a madarak (Aves) osztályának verébalakúak (Passeriformes) rendjébe és a fazekasmadár-félék (Furnariidae) családjába tartozó faj.

## Rendszerezése
A fajt Hans von Berlepsch és Jean Stanislaus Stolzmann írta le 1892-ben. Tudományos nevét Władysław Taczanowski lengyel ornitológusról kapta.

## Előfordulása
Peru csendes-óceáni részén honos. A természetes élőhelye a sziklás és homokos tengerpartok, főleg az árapály övezetben. Állandó, nem vonuló faj.

## Megjelenése
Átlagos testhossza 22 centiméter, testtömege 62-67 gramm.

## Életmódja
Magányosan vagy párban a parti sziklák között, keresgéli kagylókból, rákokból és ászkarákból álló táplálékát.

## Külső hivatkozások
- Képek az interneten a fajról
- Internet Bird Collection - videók a fajról
- Xeno-canto.org - a faj hangja